# Oblast Autônomo Judaico
O Oblast Autônomo Judaico(pt-BR) ou Autónomo Judaico(pt-PT?) (do russo:  Евре́йская автоно́мная о́бласть, tr. Evréiskaia avtonómnaia óblast) é uma subdivisão federal semelhante a uma província (oblast autônomo) da Federação da Rússia, situado no Distrito Federal Oriental, na fronteira com o krai de Khabarovsk, o oblast de Amur e a província chinesa de Heilongjiang. A região foi criada em 1934 como Distrito Nacional Judaico, como resultado da política nacionalista de Josef Stalin, que designou à população judaica da Rússia seu próprio território, para que pudessem preservar seu patrimônio cultural iídiche dentro de uma estrutura socialista. O artigo 65 da Constituição da Rússia explicita que o Oblast Autónomo Judaico é o único oblast autónomo do país, fazendo dele um dos dois territórios do mundo oficialmente judeus, sendo o outro Israel.
Apesar do nome, atualmente apenas 0,2% da população de 176 558 habitantes pratica o Judaísmo; 92,7% é formada por russos e o restante por ucranianos e chineses. A sua capital é Birobidjan.

## Geografia

### Fuso horário
O Oblast Autônomo Judaico se localiza no fuso horário de Vladivostok (VLAT/VLAST). A diferença com o Tempo Universal Coordenado (UTC) é de +10 (VLAT)/+11 (VLAST).

### Clima
O clima no território é de monções/anticiclônico, com verões quentes e úmidos, devido à influência das monções da Ásia Oriental; enquanto as condições frias, secas e com bastante vento prevalecem durante os meses de inverno, devido aos sistemas de alta pressão da Sibéria.

## Demografia
Segundo o censo russo de 2010, a população é de 176 558; destes, 160 185 (93%) eram russos, que constituem a maior parte da população, seguidos pelos ucranianos, com 4 871 (3%), judeus (nação titular do oblast) com 1 628 (<1%). No total, foram identificados 95 grupos étnicos diferentes..
Estatísticas de 2012:
- Nascimentos: 2 445 (14,0 por 1000)
- Mortes: 2 636 (15,1 por 1000)

## História

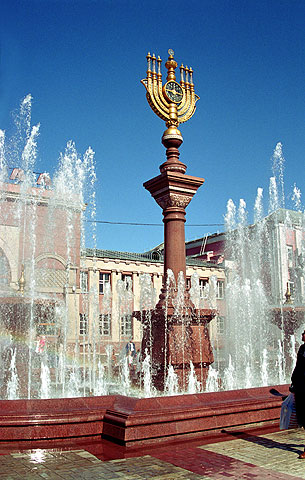
Praça principal de Birobidjan, capital do Oblast Autônomo Judaico.

### Ferrovia Transiberiana
No final de 1858 o governo russo autorizou a formação do grupo de cossacos de Amur para proteger as fronteiras do sudeste da Sibéria e para comunicação entre os rios Amur e Assuri, uma colonização militar que incluía assentados vindos da Transbaicália. Entre 1858 e 1882 foram fundados 63 assentamentos: Radde, Pashkovo, Pompeievka, Puzino, Ekaterino-Nikolskoie, Mikhailo-Semionovskoie, Voskresenovka, Petrovskoie, e Ventzelevo; Storojevoie, Soiuznoie, Golovino, Babstovo, Bidjan, Bashurovo. Também expedições científicas promoveram o desenvolvimento da região com geógrafos, etnógrafos, naturalistas, botânicos (Veniukov, Leopold von Schrenck, Maximovitch, Gustav Radde, Komarov). Os trabalhos destes homens de ciência resultaram no “Mapa das terras de Amur”.
Em 1898 se iniciou a construção da Ferrovia Transiberiana que ligaria Tchita, no ocidente, a Vladivostok, no oriente. A construção dessa ferrovia de bitola de 2 metros partiu dos extremos para se encontrarem ambas as obras no meio do caminho. Esse projeto criou um fluxo de novos assentamentos. Surgiram entre 1908 e 1916 diversas estações na sequência: Volochaievka, Oblutchie, Bira Birakan, Londoko, In, Tikhonkaia, com a implementação em outubro de 1916 da Ponte Khabarovsk, de comprimento 2 589 metros, sobre o rio Amur em Khabarovsk. Antes da revolução, esse local era habitado por fazendeiros, havendo uma única empresa industrial, a fábrica Tungusski de madeiras. Havia mineração de ouro no rio Sutara e pequenos negócios e lojas ligados às ferrovias. Com a Guerra Civil Russa, esse futuro território (oblast autônomo) judeu foi palco de terríveis batalhas, que levaram ao declínio da economia, que somente se recuperou ao final dos anos 20.

### Assentamento de judeus
Em 28 de março de 1928, o Presídio do Comitê Executivo Geral da URSS aprovou um decreto definindo como Komzet um território livre próximo ao rio Amur no extremo leste para assentamento de trabalhadores judeus. O decreto, em verdade, dava a entender "a possibilidade de estabelecimento de um território administrativo para os judeus nessa região”.
Em 20 de agosto de 1930 o Comitê Executivo Geral da então República Socialista Federativa Soviética da Rússia aceitou o decreto para “formação da região nacional de Birobidjan numa estrutura de Território do Extremo Oriente”, considerada pelo Comitê de Planejamento do Estado como uma unidade economicamente separada. Em 1932 os primeiros números (orçamentos) para desenvolvimento de Birobidjan foram considerados e autorizados.
Em 7 de maio de 1934 o Presídio do Comitê Executivo Geral aceitou o decreto para a criação da Região Autônoma dos Judeus dentro da Rússia e, em 1938, o território de Khabarovsk, como Região Autônoma Judaica, foi incluído na estrutura da URSS.
Joseph Stalin orquestrou esta criação, enquadrando-a na sua política de prover aos diversos grupos nacionais da União Soviética territórios separados para desenvolver suas autonomias culturais, porém dentro da ideologia socialista. Isso respondia a dois problemas enfrentados pela União Soviética na sua busca de unificação nacionalista:
- o judaísmo, com sua oposição à política estatal de ateísmo.
- o sionismo, com a criação em 1948 do moderno Estado de Israel.

A ideia era criar um "Sião Soviético", onde uma cultura proletária judaica se desenvolveria, com a língua iídiche no lugar da língua hebraica sendo a língua nacional da região. A literatura e as artes socialistas substituiriam a religião como expressões básicas de cultura.
A teoria stalinista da "Questão Nacional" declarava que um grupo somente pode ser uma nação se tiver um território próprio. Assim, em não havendo um território dos judeus, esses não formavam uma nação e não tinham direitos nacionais. Para resolver esse dilema ideológico, os comunistas judeus sugeriram a criação e demarcação de uma área dentro da URSS para esse povo. Essa foi a motivação ideológica para a criação do oblast judeu.
Também foi considerado politicamente vantajoso criar uma "pátria" soviética para os judeus como alternativa ao sionismo e à teoria dos sionistas socialistas como Ber Borokhov de que a questão judaica deveria ser resolvida pela criação de um Estado Judeu na Palestina. Assim, a criação dum território judeu em  Birobidjan era importante para a propaganda contra argumentos de muitos judeus de esquerda de que o sionismo e o marxismo fossem rivais e incompatíveis.
Outro objetivo importante do projeto foi aumentar a ocupação do extremo oriente da União Soviética, em especial ao longo da vulnerável fronteira com a China. Até 1928, não havia assentados na área e os judeus tinham firmes raízes no oeste da União Soviética, na Ucrânia, na Bielorrússia e na própria Rússia. Assim, chegara a haver propostas de assentar os judeus soviéticos na Crimeia ou em áreas da Ucrânia, mas essas ideias foram postas de lado em função de rejeição pelos não judeus nessas regiões.
A geografia e o clima em Birobidjan eram inóspitos, com muitos pântanos; os novos assentados teriam que construir tudo a partir de quase nada. Alguns diziam que Stalin escolhera tal local por antissemitismo, querendo mantê-los bem longe dos centros de poder soviéticos. Assim como os ucranianos e os habitantes da Crimeia haviam manifestado contrariedade à presença dos judeus, povos de outras partes da Rússia também rejeitavam-nos.
Durante os anos 30 foi feita propaganda massiva para que os judeus aceitassem assentar-se na região. Eram usados meios padronizados de propaganda soviética, os posters de propaganda, filmes e representações em língua iídiche acerca das maravilhas dessa utopia judia no extremo leste. Os panfletos eram lançados por aviões sobre povoações judaicas na Bielorrússia e foi produzido o filme em iídiche À Procura da Felicidade. Esse filme contava a história de uma família judia que fugia da Grande Depressão dos Estados Unidos e ia para uma nova e bela vida em Birobidjan.
À medida em que crescia a população judaica, também aumentavam as influências da língua iídiche na região. Alguns dados sobre essa influência:
- Um jornal em iídiche: Birobidjaner Shtern (Биробиджанер Штерн, ביראָבידזשאַנער שטערן), "Estrela de Birobidjan", foi fundado.
- Uma trupe teatral foi criada.
- As novas ruas das cidades passaram a ter nomes de autores iídiches como Sholom Aleichem e Y. L. Peretz.

Visando secularizar a população judaica, afastando-a do hebraico, o uso do iídiche foi incentivado e difundido e, apesar de reações a essa tendência forçada, o jornal Birobidjaner Shtern ainda apresenta algumas seções em iídiche.

### Assentamentos atuais
Valdgeim é um assentamento judeu dentro do Oblast Autônomo Judaico. Foi fundado em 1928 e foi a primeira fazenda coletiva estabelecida no oblast. Em 1980 foi aberta uma escola de iídiche no assentamento.
Há assentamentos também em Amurzet. Entre 1929 e 1939 essa cidade foi o centro dos assentamentos judaicos ao sul de Birobidjan. A população de Amurzet ao final de 2006 era de 5 213 pessoas. Outro assentamento antigo é o de Smidovitch.
Hoje os membros da comunidade judaica mantêm as cerimônias do shabat, cantam canções em iídiche e apresentam uma programação de rádio sobre fatos históricos do povo e cultura judaicos. Porém muitos descendentes dos fundadores dos assentamentos que para ali vieram no início do século XX já deixaram a cidade natal; os que ficaram em Amurzet, em especial os que têm parentes em Israel, continuam a aprender sobre as raízes a as tradições do povo judeu.

### Criação de Israel
A experiência de Birobidjan foi interrompida nos meados dos anos 30 com a primeira campanha de expurgos por Stalin. Líderes judeus foram presos e executados, as  escolas de iídiche foram fechadas e a seguir, com o início da Segunda Guerra Mundial cessaram todos os esforços de levar judeus para o leste da URSS. Nessa mesma época, curiosamente, alguns oficiais japoneses do estado chinês vassalo de Manchukuo, na Manchúria, pretendiam atrair os judeus de Birobidjan para seus domínios chineses, conforme o plano chamado “Fugu”.
Depois da Guerra houve algum renascimento nas ideias de levar judeus refugiados para Birobidjan. Com isso, a população de judeus na região chegou a atingir a um terço do total. Com o chamado "complô dos doutores", motivado pela criação de um Estado de Israel, Stalin pouco antes de sua morte deu início a novos expurgos de judeus da região e em toda URSS. Lideranças foram presas, tratou-se de apagar traços da cultura iídiche e judaica na região, a coleção judaica da biblioteca local foi queimada. Nos anos seguintes não mais se falou nem se pensou numa região autônoma para judeus na União Soviética.
Estudiosos como Louis Rapoport, Jonathan Brent e Vladimir Naumov afirmam que o plano de Stalin era deportar todos os judeus da União Soviética para Birobidjan como já fizera com outras nacionalidades minoritárias como os alemães do Volga e os tártaros da Crimeia. O "complô dos doutores" teria sido o primeiro elemento para esses plano, mas isso foi esquecido com sua morte em 5 de março de 1953.
Com o fim da União Soviética vieram novas políticas liberais de imigração e a maioria dos judeus da país foi para a Alemanha e para Israel. Em 1991, o Oblast Autônomo Judaico foi transferido da jurisdição do krai Khabarovsk para o comando da Federação da Rússia, porém, agora quase todos os judeus haviam partido e os que ficaram eram menos que 2% da população. Mesmo assim, voltou a ser ensinado o iídiche, foi reavivada a radio nessa língua e também as seções em iídiche do jornal Birobidjaner Shtern..
Um documentário filmado sobre a criação do oblast por Stalin, L'Chayim, Camarada Stalin foi feito em 2003, mostrando sua história e também cenas e entrevistas com judeus locais na atualidade de Birobidjan.

### O judaísmo nooblastno século XXI
Em 2004, o governo regional anunciou que Berel Lazar, o Grão-Rabino da Rússia, concordara em participar da celebração de 70 anos do Oblast Judaico. Rabi Lazar e Avraham Berkowitz, diretor-executivo da Federação de Comunidades Judaicas da Comunidade dos Estados Independentes (CIS) lideraram uma delegação a Birobidjan para esse evento. O Rabi Mordechai Scheiner, rabi chefe de Birobidjan, Chabad Lubavitch, representante da região e apresentador do programa televisivo Yiddishkeit declararam que "naquele dia podiam usufruir dos benefícios da cultura iídiche, sem ter medo de retornar às tradições judaicas, podiam se sentir seguros sem antissemitismo e abrir uma primeira escola diária judaica". Estima-se que cerca de 3 mil judeus vivam hoje na cidade. Mordechai Scheiner, um israelense, pai de seis filhos, tem sido o rabi de Birobidjan desde então.
A sinagoga de Birobidjan foi aberta em 2004. A federação de comunidades judaicas da Rússia estima em cerca de 0,7% da população total do país, que é de 143 milhões. Em Birobidjan os judeus são cerca de 5% do total de 75 mil habitantes. O governador Nikolai Mikhailovitch Volkov declarou apoio a toda e qualquer iniciativa das comunidades judaicas da região.
Em dezembro de 2005, a cerimônia das velas do Hanucá, a menorá, no centro da cidade tiveram a participação de Alexander Vinnikov que acendeu a chama da vela shamash e a passou ao grão-rabino do oblast e representante do Chabad Lubavtich, Mordechai Scheiner. Para o Hanucá de 2007, as autoridades de Birobidjan declararam ter feito a maior menorá. Lev Toitaman foi presidente para Birobidjan da seção (4 500 membros) da Federação das Comunidades Judaicas da CIS até sua morte em 11 de setembro de 2007.

## Educação
A Universidade Nacional Judaica de Birobidjan trabalha hoje em cooperação com a comunidade judaica de Birobidjan, sendo uma universidade única no extremo leste da Rússia. A base da educação está no estudo do iídiche e da língua hebraica, da história dos judeus e no estudo dos textos clássicos judaicos.
Mais recentemente cresceu o interesse pelas raízes judaicas entre os habitantes do oblast. Os estudantes aprendem a iídiche e a língua hebraica na Escola Judaica e na Universidade Nacional Judaica de Birobidjan. Desde 1989 o Centro Judaico tem sua escola dominical onde crianças aprendem iídiche, danças folclóricas judaicas e história do Estado de Israel, com a ajuda do governo israelense.
Em Birobidjan há muitas escolas estatais que ensinam iídiche, escola para instrução religiosa e jardins de infância onde crianças de cinco a sete anos têm duas aulas semanais de iídiche, aprendem canções, danças e tradições judaicas. Catorze das escolas públicas devem ensinar iídiche e tradições judaicas.
A escola pública Menorah foi criada em 1991, com meio dia de currículo iídiche e judaico para os pais interessados. Metade dos 120 alunos da escola fazem curso de iídiche, muitos dos quais continuam na escola pública que também ministra cursos de meio dia de iídiche e cultura judaica até o 12.º ano de estudo. O iídiche também é disponibilizado para estudo no Instituto Pedagógico de Birobidjan, num dos únicos cursos universitários de iídiche do país.
Em 2007 ocorreu o Primeiro Programa Internacional de Verão de Cultura e Língua Iídiche de Birobidjan, de responsabilidade do professor Boris Kotlerman da Universidade Bar-Ilan.
O iídiche é a segunda língua oficial da região depois do russo, mesmo sendo falada por apenas quatro mil remanescentes judeus.

## Economia
A economia se baseia na mineração de ouro, ferro, grafite, estanho, em indústria de madeiras, têxteis, industrias leves, processamento de alimentos, alguma agricultura (batatas, trigo, aveia e arroz).

### Projeto no rio Amur
O vice-presidente do Oblast Judaico, Valeri Solomonovitch Gurevitch, confirmou o interesse russo e chinês na construção de uma ponte sobre o rio Amur, ligando Nijneleninskoie, no Oblast Autônomo Judaico e Tongjiang, na província chinesa de Heilongjiang. Isso ocorreria entre 2007 e 2010 e o investimento nessa ponte de 2 197 metros de extensão está previsto em 230 milhões de dólares. O projeto conta com um maior interesse russo, visando suprir demandas crescentes de transporte de cargas na região.

## Filmografia
- 'L'Chayim, Camarada Stalin (2002)'. no IMDb.